# Anomis metaxantha
Anomis metaxantha là một loài bướm đêm trong họ Erebidae.